# Bocageopsis
Bocageopsis is een geslacht uit de familie Annonaceae. De soorten uit het geslacht komen voor in tropisch Zuid-Amerika.

## Soorten
- Bocageopsis canescens (Benth.) R.E.Fr.
- Bocageopsis mattogrossensis (R.E.Fr.) R.E.Fr.
- Bocageopsis multiflora (Mart.) R.E.Fr.
- Bocageopsis pleiosperma Maas